# Cloniophorus parvus
Cloniophorus parvus är en skalbaggsart som beskrevs av Jordan 1894. Cloniophorus parvus ingår i släktet Cloniophorus och familjen långhorningar. Inga underarter finns listade i Catalogue of Life.